# Kraftwerk Glatzing-Rüstorf

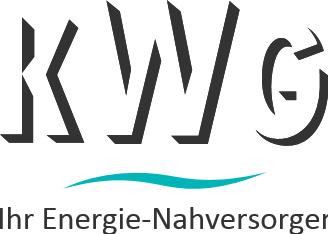
Ehemaliges Logo

Die Kraftwerk Glatzing-Rüstorf eGen (KWG) ist ein seit 1920 tätiger regionaler Stromerzeuger, Netzbetreiber und Energieversorger mit Sitz in Schwanenstadt (Oberösterreich). Die Genossenschaft betreibt insgesamt acht Kleinwasserkraftwerke entlang der Ager und unterhält ein eigenes Verteilnetz in 24 Gemeinden mit etwa 120 Trafostationen und einer Leitungslänge von etwa 600 Kilometern.

## Unternehmen
Die Genossenschaft zählte im Jahr 2023 970 Mitglieder mit einem Anteil zu je 8 EUR. Obmann und Vorsitzender des aus 5 Personen bestehenden Vorstands ist Michael Stiefmüller, Obmann-Stellvertreter ist Karl-Heinz Mair. Vorsitzender des aus 8 Personen bestehenden Aufsichtsrates ist Alois Huemer, sein Stellvertreter ist Hubert Weinberger. Seit 2016 ist Peter J. Zehetner als Geschäftsführer der Genossenschaft tätig.
Die KWG betreibt insgesamt acht Wasserkraftwerke entlang der Ager und unterhält auf einer Fläche von insgesamt 125 km² ein eigenes Stromnetz auf Mittel- und Niederspannungsebene mit 116 Trafostationen und einer Leitungslänge von 600 km.
Die Stromkennzeichnung (Stand 2013) gemäß §78 Abs. 1 und 2 ElWOG 2010 und Stromkennzeichnungsverordnung 2011 BGBl. Nr. 310/2011 über den Anteil an verschiedenen Primärenergieträgern verteilt sich auf 70,0 % Wasserkraft und 30,0 % Sonnenenergie.
Beim Stromanbieter-Check von WWF und Global 2000 erreichte KWG in den Jahren 2017–2020 österreichweit den dritten Platz. 2023 gehörte KWG zu den „solide Grünstromanbieter“.
Außerdem ist das Unternehmen Mitglied bei Österreichs Energie, bei der Vereinigung Österreichischer Elektrizitätswerke, bei Kleinwasserkraft Österreich, beim Raiffeisenverband Oberösterreich, beim ElektroMobilitätsClub Österreich, bei den Energieforen Leipzig, bei der Einkaufsgenossenschaft österreichischer Elektrizitätswerke, beim Energiesparverband OÖ, beim Cleantech-Cluster und bei der EU DSO Entity.
Folgende Gemeinden gehören (zumindest teilweise) zum Stromnetzgebiet der KWG:
- Aichkirchen
- Atzbach
- Bachmanning
- Edt bei Lambach
- Lambach
- Manning
- Neukirchen bei Lambach
- Niederthalheim
- Oberndorf bei Schwanenstadt
- Offenhausen
- Ottnang am Hausruck
- Pennewang
- Pilsbach
- Pitzenberg
- Pühret
- Redlham
- Rüstorf
- Rutzenham
- Schlatt
- Schwanenstadt
- Stadl-Paura
- Ungenach
- Vöcklabruck
- Wolfsegg am Hausruck

## Geschichte

### Vorgeschichte und Gründung der Genossenschaft
Die Ager, der Abfluss aus dem Attersee, mit den Zuflüssen Vöckla und Aurach und dem ausgedehnten Niederschlagsgebiet bis zum Hausruck, ist ärarisches Gewässer, seit langer Zeit schiffbar und dient zahlreichen Kraftanlagen als Antriebskraft.
Bis gegen Ende des 19. Jahrhunderts war sie in den Zwischenstrecken der
einzelnen Anlagen sich selbst überlassen. Ihre Betreuung beschränkte sich hauptsächlich auf die Erhaltung der Floßfahrt.
Durch die öffentliche Hand unter teilweiser Mitwirkung der Interessenten kam es dann zur Errichtung örtlicher Uferschutzbauten, bis schließlich ein Gesamtregulierungsplan erstellt und ausgeführt wurde.
Während der Durchführung der Regulierungsarbeiten kam es in den ausgebauten Strecken zu erheblichen Flusssohlenvertiefungen. Es entstand vermehrter Geschiebegang, der zu Flusssohlenerhöhungen in den offenen Strecken führte.
Von diesen Zuständen war das Gebiet bei der Mündung des Kaufinger Mühlbaches bei Glatzing am stärksten betroffen. Der dort entstandene Rückstau führte zur Versumpfung der anliegenden Gründe und die Gefahr von Überschwemmungen stieg an.
Um dieser Entwicklung entgegenzuwirken und einen wirksamen Hochwasserschutz aufzubauen, kam die Idee eines Kanals in Form eines Dammes auf. Dieser könnte dann zugleich auch als Grundlage für die aufkommende Elektrifizierung in Form eines Wasserkraftwerks genutzt werden.
Die Idee wurde in der Bevölkerung geboren und sollte gemeinsam mit dieser im genossenschaftlichen Gedanken verwirklicht werden. Mit den ersten Gesprächen der vom Kanal betroffenen Grundeigentümern konnten die Werbearbeiten für eine Genossenschaftsgründung beginnen. Eine der ersten Werbeversammlungen fand in Hof (Neukirchen) statt.
Die genossenschaftliche Wirksamkeit war zu dieser Zeit fast ausschließlich durch das Molkereiwesen bekannt. Man wollte sich die Erfahrungen in diesem Sektor zunutze machen und konnte den Obmann Wagner, der auch Landtagsabgeordneter und über die örtlichen Verhältnisse gründlich informiert war, zur Mitarbeit gewinnen. Er veranlasste, dass der Genossenschafts-Oberinspektor Hochegger, nach Schwanenstadt kam, um die Gründungsformalitäten zu erledigen, die kreisgerichtliche Registrierung zu veranlassen, die beiden Baufirmen Siemens-Schuckert und Schratz zu verständigen und unter anderem eine im Genossenschaftswesen verlässliche Kanzleikraft ausfindig zu machen. So wurde die Genossenschaft am 18. November 1920 mit dem ersten Obmann Ökonomierat Ulrich Ammer offiziell gegründet. Die Gründungsversammlung bestand aus 32 Teilnehmern. Am 12. Juni 1921 zählte die Genossenschaft 70 Mitglieder, am Ende des Jahres waren bereits 380 Mitglieder registriert.
Schon nach wenigen Tagen kam der Vertreter der Firma Siemens-Schuckert zum Lokalaugenschein und erklärte, dass die Firma bereit sei, sämtliche Vermessungen und Pläne sowohl für die technische als auch wasserbauliche Anlage kostenlos durchzuführen, wenn sie die Lieferung der Generatoren und Transformatoren zugesichert erhält. Das Angebot wurde nach kurzer Besprechung angenommen.

### Beginn der ersten Arbeiten
Mit der Voraussetzung, eine Absenkung des damals bestehenden Wasserspiegels in Burgstall zu erreichen, begannen die Vermessungsarbeiten. Der höchste damals bekannte Hochwasserstand der Ager war die Überschwemmung im Jahre 1899, worauf die Hochwasserschutzwand bei der Hauptschleuse fixiert wurde. Auch die Höhe der Dammkronen, besonders der agerseitigen, war damit endgültig festgelegt. Die Kanalführung wurde im ersten Teilstück, wo das Terrain fast eben war, schnurgerade verlegt, während sie im weiteren Verlauf unter Ausnützung bestehender Terrainmulden verlief, um die notwendige Erdbewegung zu reduzieren und die erträglicheren Gründe möglichst zu schonen. Dadurch wurde erreicht, dass bei gleichem Nutzeffekt die Grundablösung mit nur zwei Ausnahmen völlig einvernehmlich durchgeführt werden konnte.
Die Einlösung der Bauparzelle für das Werk brachte eine erhebliche Mehrbelastung. Der Bauplatz wurde in eine Wiesenparzelle, die einer Besitzerin in Mitterbergholz gehörte und nahe an eine alte Flussbettmulde der Ager heranreichte, verlegt. Der Ehemann dieser Besitzerin, stellte folgende Ablösebedingungen: Es müsse nicht nur das benötigte Ausmaß, sondern die ganze Parzelle übernommen werden. Als Entschädigung kommt nur Grundzuweisung, und zwar möglichst viel, in der Nähe seiner Behausung in Betracht. Besonders letztere Bedingung zu erfüllen war dort ziemlich aussichtslos. Niemand war bereit, auch nur kleinere Grundflächen abzutreten, bis man durch Herrn Stiftsschaffner P. Notka von Lambach erfuhr, dass das Stift bereit sei, im Wege des Rückkaufsrechtes früher zugekaufte Forste gegen Entschädigung wieder abzugeben. Von dieser Möglichkeit wurde Gebrauch gemacht.
Auch bei der Grundablösung im Unterkanal gab es vorerst eine Abweichung von der sonstigen Norm. Der Besitzer des damals größten Grundausmaßes der Ortschaft Eglau erklärte, er wolle nur von der Genossenschaft die Zusicherung, dass sie ihm fünf Lampen kostenlos installiere und diese durch zehn Jahre unentgeltlich mit Strom beliefere. Grund könne dann soviel beansprucht werden, als man brauche. Da in diesem Abschnitt viel Aushubmaterial zu gewärtigen war, gestaltete sich das Angebot für die Genossenschaft günstig und wurde daher ohne Einschränkung angenommen.
Im weiteren Verlauf führte die Trasse über die sogenannte Forstnerlache, ein Überbleibsel von einem alten Agerflussbett, welche fast die gleiche Dimension wie der Kanal hatte und daher wenig Aushub erforderte, sodass für den notwendigen Damm das Material teilweise zugeführt werden musste. Obwohl auch hier Hochwasserschutz für anliegende Gründe geschaffen wurde, konnten sich diese Besitzer nicht zum Beitritt zur Genossenschaft entschließen. Die eigentliche Ausmündung des Kanals in die Ager wurde vorerst nur provisorisch festgelegt, da man sich freie Hand für spätere Korrekturen wahren wollte.
Mit der Fertigstellung der Pläne war das Projekt bis zur Kommissionsreife gediehen. Es waren zwölf s/m³ Betriebswasser bei sechs Meter Gefälle vorgesehen. Die Inneneinrichtung des Kraftwerkes sollte aus zwei Turbinen für je sechs s/m³, zwei Generatoren mit je 380 kVA einschließlich Erregermaschinen, Schaltanlageneinrichtung und einem Stationstransformator bestehen. Außerdem wurden im Maschinenhaus eine Wärterwohnung, eine Werkstatt und ein Kanzleiraum eingebaut, während das Ölmagazin und die Schweißerei in einem Zubau untergebracht waren. Das etwas abseits stehende Betriebsleiterhaus enthielt Wohnungen für drei Familien.
Der Betrieb war ohne Wehranlage gedacht und wurde zehn Jahre ohne eine solche geführt. Wohl aber waren sogenannte Einkehrfächer vorgesehen, um bei niederem Wasserstand dem Einlauf das nötige Betriebswasser zuzuleiten. Auch ein sogenanntes Leitwerk in Holzkonstruktion war im Projekt geplant, kam aber infolge Erweiterung des Agerflussbettes nicht zur Ausführung.
Bei der Kommissionierung konnte die Bewilligung zur Aufnahme der Vorarbeiten erreicht werden, deshalb wurde sofort mit der Rodung des Augrundes beim Einlauf begonnen.
Als ersten provisorischen Kanzleiraum konnte die Auszugstube bei Nachbar Adam genutzt werden. Dies hatte den Vorteil des unmittelbaren Beisammenseins und die Nähe des Bauplatzes, war aber erschwerend für den Mitgliederverkehr. Deshalb wurde in weiterer Folge ein Nebenzimmer in Wagners Gasthof in Schwanenstadt als Kanzlei eingerichtet und benützt.
Der Mitgliederzuwachs war zufriedenstellend, es waren drei Arten für die Erwerbung von Geschäftsanteilen möglich: 1. durch Bareinzahlung, 2. durch Arbeitsleistung und 3. durch die Beistellung von Grund oder anderen Sachwerten.
Der Baufortschritt übertraf zeitweise die Erwartungen. Besonders aufgrund eines von den Arbeitern übernommenes Akkordsystem, nach welchem gewisse Teilstücke des Kanals nach Kubikmeter zum festen Preis übernommen wurden.
Es ergaben sich so manche Rekordleistungen, da es keine Seltenheit war, dass schon um fünf Uhr früh die Scheibtruhen rollten. Unter diesen Verhältnissen wollte man die Beiziehung der Baufirma aus Sparsamkeitsgründen möglichst weit hinausschieben.
Die Kanalarbeiten waren so weit gediehen, dass an den Aushub der Fundamente für die Einlaufschleuse, einer im Oberkanal geplanten Sandschleuse und der Baugrube für das Werk geschritten werden konnte und längere Rollbahngeleise mit mehreren Kippwagen notwendig waren.
Der Mitgliederkreis begann sich nun in großen Umrissen abzuzeichnen, es wurde offensichtlich, dass das zukünftige Genossenschaftsgebiet weit ausgedehnt und verhältnismäßig dünn besiedelt ist, da die größeren, von der Traunfall-Leitung leicht erreichbaren Orte von der Stern & Hafferl AG bereits versorgt waren.
Jeden zweiten Sonntag war in Schwanenstadt Zusammenkunft, gegenseitige Aussprache, Regelung der Robotleistung, später dann der Fuhrwerkseinteilung, Materialbeistellung für die Transformatoren usw. Diese Einrichtung hat sich sehr gut bewährt, und die rege Anteilnahme bestätigte ihre Zweckmäßigkeit.

### Das Hochwasser
Wohl die härteste Probe und den empfindlichsten Rückschlag brachte die unvermutet eingetretene, katastrophale Überschwemmung während des Baues. Bereits früher wurden eventuelle Auswirkungen eines Hochwassers diskutiert, wobei insbesondere auf die Gefahr eines Einbruches bei der Sandschleuse aufmerksam gemacht wurde, da dort die äußeren Schalungspfosten ein paar Meter über das Profil hinausragten.
Schon vor der eigentlichen Schlechtwetterperiode war die Beschäftigtenzahl bedeutend vermindert worden. Der Oberkanal war bereits fertiggestellt und für Betonarbeit war zu wenig Aussicht auf besseres Wetter, es wurde deshalb nur im Unterkanal gearbeitet. Nach stärkerem Schneefall, der dann in Regen überging, setzte mit heftigem Westwind Tauwetter ein. Der Ingenieur war schon seit ein paar Tagen nicht anwesend, da er, wie man später erfuhr, leicht erkrankt war.
Die größte und nachhaltigste Schädigung entstand bei diesem Hochwasser beim Werksplatz. Die unmittelbare Nähe der Baugrube und das in bestehende Gefälle begünstigten den starken Wasserzufluss, welcher sehr schnell zur enormen Vertiefung der Einbruchstelle führte. Die im Kanal fließenden Wassermassen, die sicher die doppelte Menge des nachherigen Betriebswassers betrugen, stürzten mit großem Getöse in die Baugrube. Durch den beiderseitigen Wasserzufluss entstand in dieser eine wuchtige Wirbelbewegung, welche am rechtsseitigen Ufer größere Einbrüche zur Folge hatte.
In einer eilig abgehaltenen Funktionärssitzung wurde ein gründlicher Lagebericht erstattet und zur Klarstellung der kritischen Situation der Antrag gestellt, einen Vertreter einer bis jetzt unbeteiligten Firma mit der Neuaufnahme des Projekts zu betrauen. Der Antrag fand einhellige Zustimmung, so dass nach Absinken des Wassers ungesäumt die Neuvermessung durchgeführt werden konnte.
Als Grundlage für die Preiskalkulation der Wiederherstellung bzw. Projektfortführung wurde der halbe Wiener Strompreis angenommen. Nach diesem ergab sich, dass der Ausbau des ursprünglichen Projekts, infolge des vermehrten Bauaufwandes und des erhöhten Zinsendienstes in absehbarer Zeit keine volle Amortisation erwarten lässt. Andererseits bestand aber die Möglichkeit, bei Hereinnahme von mehr Betriebswasser aus der Ager, allen Anforderungen gerecht zu werden. Mit Rücksicht auf die bis dahin erfolgten, Investitionen entschloss man sich für den Weiterbau.
Nun musste neuerlich auf weite Sicht geplant werden. Die Mitglieder wurden auf spätere Belieferung vertröstet und infolge der Vergrößerung des Werkes über den erhöhten Bauaufwand informiert.
Der Werksplatz glich zu diesem Zeitpunkt eher einer vernachlässigten Schottergrube als einem Bauplatz, umso mehr, als auch die letzten inneren Verkleidungsplatten und einige Sohlenstücke im Oberkanal unterspült und eingestürzt waren. Dass in solcher Situation auch der Spott nicht fehlte, zeigte sich dadurch, dass sich in einem, noch dazu ziemlich gut mit Mitgliedern besetztem Sprengel ein Mann zum Bestattungskommissär aufgeschwungen und das Glatzingerwerk nach Brauch und Sitte beerdigt hatte.

### Das neue Projekt
Selbstverständlich mussten hierzu neue Pläne vorgelegt und kommissioniert werden. Sie enthielten folgende Änderungen: Für die zweite Turbine war eine Wassermenge von 14 m³/s. Leistung gegen früher sechs Kubikmetern vorgesehen, während das Gefälle von sechs Meter auf fünf Meter reduziert wurde; dies deswegen, weil im Unterkanal der sechste Meter ein besonders schwer zu bearbeitendes Material aufwies. Es handelte sich nach Ansicht von Fachleuten um ein angehendes Konglomerat. Das erste Aggregat blieb außer der Verminderung des Gefälles von sechs auf fünf Meter unverändert. Für dieses war der Generator bereits geliefert.
Die zweite Kommissionierung hatte die Abänderung des Projekts hinsichtlich Wasserabzug und Gefälle zum Gegenstand, es ergaben sich keine Einwendungen. Die Baufirma brachte einen neuen Bauführer zur Stelle. Dieser war kein Ingenieur, dafür aber ein erfahrener Praktiker für derartige Bauten, sehr für solide Bauart besorgt und bestrebt, auch einen entsprechenden Baufortschritt zu erzielen. Er kam kaum auch nur für kurze Zeit vom eigentlichen Werkplatz weg, da die anderen Arbeiten von den eigenen Leuten verrichtet wurden.
Erfreulich und ermutigend war, dass der Oberkanal die Kraftprobe beim Hochwasser sehr gut überstanden hatte, dass seine Innenwände in den Zwischenstrecken der Einbruchstellen und der kurzen Abschlussstelle überhaupt nicht in Mitleidenschaft gezogen wurden, so dass man ihm die Führung der erhöhten Betriebswassermenge für längere Zeit sorglos zumuten konnte. Als weiteren vorläufigen Erfolg konnte man das hundertprozentige Gelingen des als Begleiterscheinung angestrebten Hochwasserschutzes für die schon früher genannten Gründe samt vier Gehöften feststellen.
Je tiefer nun die Baugrube wurde, desto mehr Druckwasser ging auf. Bei Aussetzen der Pumpen zur Beseitigung dieses Wassers war in einigen Augenblicken die Grube wieder voll, und es dauerte dann eine halbe Stunde, bis wieder gearbeitet werden konnte. Darum wurden Nachtschichten eingelegt, um jede Unterbrechung möglichst zu vermeiden. Einige Fuhrwerke waren ständig unterwegs, um Heizmaterial zuzuführen.
In der ersten Vollversammlung nach dem Hochwasser zeigte sich, dass eine Gruppe völlig mutlos und nicht mehr gewillt war, der Genossenschaft die Treue zu halten. Vorstands- und Aufsichtsratssitzungen wurden in kurzen Intervallen abgehalten und in einer derselben 59 Mitglieder, welche zwar ihren Beitritt angemeldet hatten, aber keine oder nur ganz unzureichende Einzahlung geleistet hatten oder sich anderweitig verpflichteten, aus der Genossenschaft ausgeschlossen.
In dieser Sitzung wurde die konstante Wasserführung hervorgehoben. Weiters, dass „ein Hochwasser nach vollständigem Ausbau nicht mehr schaden wird. Die Fertigstellung wird noch Opfer erfordern, aber durch einiges Zusammenwirken kann sie erreicht werden. Die Mitglieder sollte auch bedenken, dass schon bis jetzt, bei vollem Einsatz mehr geleistet hätte werden können. Sie sollten froh sein, dass sich ihnen eine so günstige Gelegenheit, welche sich in der Vergangenheit nie bot, und kaum in der Zukunft bieten wird, Stromerzeuger und nicht Strombezieher bei irgendeinem Großunternehmer werden können. Die Rentabilität wird sich bei der jetzigen modernen Entwicklung ergeben, da allseits Krafthunger besteht.“
Die finanzielle Lage war äußerst angespannt. Es wäre schon eine Leistung gewesen, wenn sich die damaligen Mitglieder ihren Strombedarf selbst erzeugen und die hierzu nötigen Einrichtungen aus Eigenem bezahlen würden. So ergaben die vorsichtigsten Berechnungen, dass deren Strombezug kaum ein Achtel der Gesamtproduktion betragen wird; für die übrigen sieben Achtel waren also praktisch keine Zahler da.
Bei vermindertem Mitgliederstand war nun ein höherer Aufwand und stark erschüttertes Vertrauen. Eine Mitgliederwerbung war unter diesen Verhältnissen aussichtslos, sie wurde auch gar nicht versucht. Barmittel aber waren dringend notwendig, um die Bauarbeiten nicht gar zu weitgehend einschränken zu müssen. Das Naheliegendste war, aus der produktiven Arbeitslosenfürsorge Beiträge zu erwirken. Auch die weitere Erreichung von Krediten von Bund und Land und deren Geldinstituten wurde erfolgreich betrieben und ist damit ausschlaggebend für den Baufortschritt und dessen Vollendung geworden.
Für die zukünftige Stromverwertung meldeten sich zu dieser Zeit die ersten Interessenten außerhalb der Genossenschaft für einen Strombezug vom neuen Werk, so z. B.: die Glühlampenfabrik in Lambach und das Elektrizitätswerk Wels. Diese Verhandlungen verliefen sich aber schnell wieder uns es kam zu keinen Verträgen zur Stromabnahme.
Es musste also weiterhin alles darangesetzt werden, doch noch eine auskömmliche Stromverwertung zu erreichen. Als erste Maßnahme erfolgte die Fühlungnahme mit mehreren Elektrizitätsgenossenschaften. Ihnen wurden die bestehenden Verhältnisse klargelegt und der Entschluss mitgeteilt, bis aufs äußerste durchhalten zu wollen. Günstigen Einfluss auf die Gespräche übte die erfolgte Gründung des Verbandes der oberösterreichischen Elektrizitätsgenossenschaften aus.
Nach vierjähriger Bauzeit wurde im Oktober 1924 die Turbine 1 im Kraftwerk Hart in Betrieb genommen. Insgesamt mussten für den Kanal und das Werk rd. 9.000 m³ Erdreich ohne Baumaschinen bewegt werden.
Durch die Landesregierung wurde uns in dieser Zeit auch ein Kaufangebot der ÖKA übermittelt. Nach diesem war Gratisstrom für die Mitglieder auf zwanzigjährige Dauer vorgesehen, im Ausmaß von jährlich 160.000 kW, 14 Jahresraten von a 25.000 Schilling und Entsprechung der von der Genossenschaft eingegangenen Stromvertragsverpflichtungen. Über dieses befristete Angebot wurde ein Vollversammlungsbeschluss gefasst. Die erste Abstimmung erbrachte nur sieben Stimmen für den Verkauf, die zweite Abstimmung für die Sanierung des Werks und den Fortbestand der Genossenschaft brachte 14 Gegenstimmen bei 130 Anwesenden. Damit war die Richtlinie für die nächste Zukunft entschieden.

### „Einweihung“ und erste Betriebsjahre
Zur Vorbereitung der feierlichen Einweihung des Werkes wurde eine gemeinsame Funktionärssitzung abgehalten. Der Tag der Einweihung wurde mit 29. Juni 1925 festgesetzt. Über die Weihe selbst schrieb das „Linzer Volksblatt“: „Trotz des so ungünstigen Wetters ging die Weihe des Elektrizitätswerkes Glatzing in schönster Weise vor sich." Böllerschüsse verkündeten um 13 Uhr, dass die Festgäste sich nähern. Diese wurden von der Musikkapelle Neukirchen bei Lambach begrüßt.
In den ersten Betriebsjahren wurde noch in kleinerem Umfang die Flößerei ausgeübt. Außer gelegentlichen Beschädigungen der erwähnten Einkehrfächer entstanden bis zum ersten Wehreinbau keine weiteren Nachteile. Bei dessen Kommissionierung wurde hinsichtlich Floßfahrt eine Neuregelung festgelegt. Dies deswegen, weil die Floßgasse mit einem Balkenverschluss versehen war, welcher entfernt werden musste um benützbar zu werden. Dabei entstand eine zeitweilige Betriebseinbuße, weil die Flöße noch Schwemmwasser bis zum Kanalauslauf brauchten. Zu diesem Zweck wurde im Regulierungsprofil das sogenannte Kleingerinne geschaffen, um mit geringerer Wassermenge auszukommen.“

### Weitere Geschichte des Unternehmens
Am 18. Dezember 1927 erhielt die Genossenschaft ein Konzessionsdekret.
Der Bau eines neuen Holzwehres in der Ager begann 1934.
Der Leitungsbau erfolgte 1944 durch technischen Notdienst bzw. den Robot der Stromabnehmer.
1947 war Baubeginn eines Betonwehrs, sowie erstmaliger Fremdstromzukauf.
1952 war der Bau des Verwaltungsgebäudes in Staig.
1956 folgte der Bau eines Garagen- und Materiallagergebäudes.
1959 kam es zum Kauf zweier kalorischer Stromerzeugungsanlagen und Bau eines Treibstofflagers für Kraftwerk Hart.
1976 erfolgte eine Erweiterung des Wasserkraftwerkes durch den Einbau einer Kaplanturbine, dadurch konnte eine Verdoppelung der Stromerzeugung aus Wasserkraft erreicht werden.
1982 war der Neubau eines weiteren Lager- und Garagengebäudes, und Anschaffung einer hauseigenen EDV-Anlage.
1984 kam es zu einer Erweiterung der noch teilweisen kalorischen Erzeugung um zwei leistungsstarke Dieselgeneratoren, Neubau des E-Werks-Leitstands, Neubau einer Kraftwerks- und Netzleitstelle im Kraftwerk Hart.
1987 war die Inbetriebnahme des 2. Wasserkraftwerkes in Deutenham, Kauf eines Sägewerksareals in Staig, Kauf des Fischwassers in der Ager (7,5 km), Erwerb der Mühle Wankham samt Wasserkraftwerk.
1992 folgte eine Erweiterung der E-Werk-Warte mit Installation eines Doppelrechnersystems und Erweiterung des Leitstands.
1993 kam es zum Erwerb des Wasserkraftwerkes Mühlwang.
1996 war die Inbetriebnahme der vollautomatisierten Vernetzung aller Kraftwerke und des Netzbetriebes.
1997 folgte eine Modernisierung des Verwaltungsgebäudes in Staig.
2001 war der Erwerb des Wasserkraftwerkes Kaufing.
Ein Jahrhunderthochwasser verursachte 2002 große Schäden. Die Ager brach unterhalb Deutenham aus, zerstörte unter anderem die Erdkabelleitung aus dem Kraftwerk und überflutete die Ortschaft Au.
Am Kraftwerksstandort Hart wurde 2005 die Erzeugung aus Wasserkraft durch den Tausch der Turbine II, Baujahr 1924 mit einer Leistung von 600 kW gegen eine Bulb-Kaplanturbine mit einer Leistung von 1600 kW optimiert.
Am 27. Jänner 2008 verursachte der Orkan Paula und am 1. März der Orkan Emma beträchtliche Leitungsschäden, sogar Betonmasten wurden geknickt.
Die Trafostation Friesam-Industrie wurde an das Umspannwerk Timelkam angeschlossen, um die Versorgungssicherheit zu erhöhen.
Im Juli 2010 wurde begonnen, die Wehranlage des Kraftwerks Hart an die neue Wasserrahmenrichtlinie anzupassen: Im Rahmen der Generalsanierung der alten Wehranlage des Ausleitungskraftwerkes an der Ager wurde die Einlaufsituation hydraulisch verbessert. Hinzu kommt eine Wasserkraftschnecke mit einer Ausbauwassermenge von 3,2 m³/s zur energetischen Nutzung der Restwasserdotation. Die Fischwanderhilfe ist eine Pilotanlage für den inzwischen etablierten Enature-Fischpass der Firma MABA, der bereits den strengen Anforderungen des Nationalen Gewässerbewirtschaftungsplanes (NGP) entspricht. Die Gesamtkosten für die Maßnahmen errechnen sich mit etwa 1,7 Mio. Euro (dabei ist die Mindererzeugung beim Kraftwerk Hart von ca. 900.000 kWh/Jahr, bedingt durch die Erhöhung der Dotationsmenge für die Ager, noch nicht berücksichtigt). Die Bauarbeiten sollen bis Sommer 2011 abgeschlossen sein, das Hochwasser 2011 verursacht aber Schäden, die die endgültige Fertigstellung verzögern. Die Inbetriebnahme erfolgte Anfang 2012.
Das Verwaltungsgebäude in Staig wurde 2012 nach 60 Jahren generalsaniert. Der Dachstuhl samt Eindeckung wird erneuert, die Gebäudehülle thermisch auf den Stand der Technik gebracht und der Dachboden zum Dachgeschoß ausgebaut, um betrieblich genutzt werden zu können. Nach sechs Monaten Bau- und Adaptierungsarbeiten wurde das Gebäude im November in neuer Optik und mit verbesserten Nutzungsmöglichkeiten übernommen. Am 16. Februar 2016 wurden in Oberndorf die letzten 43 m einer blanken Vierdrahtleitung durch eine isolierte Freileitung ersetzt. Somit gibt es im ganzen Niederspannungsnetz keine witterungsbedingt störanfälligen Leitungen mehr.
2017 wurde das Wasserkraftwerk Timelkam gekauft. 2018 begann KWG mit dem Breitband-Ausbau und wurde damit auch zum Internetanbieter. Das KWG Stromnetz wurde erstmalig an ein 110 kV Umspannwerk angeschlossen. 2019 wurde die erste durch eine Bürgerbeteiligung finanzierte Photovoltaikanlage errichtet. 2020 wurde ein Hypercharger mit 150 kW zum Schnellladen von Elektroautos bei der Verwaltung in Staig errichtet. 2024 wurde das Restwasserkraftwerk an der Buchleitenwehr gebaut. Beim Bahndamm Schlatt wurde die bisher größte PV-Anlage von KWG mit rund 1000 kWp errichtet. An der B1 in der Nähe von Schwanenstadt wurde das KWG Energielabor gebaut: Die Photovoltaikanlage verfügt über eine Leistung von 108,8 kWp. Sie umfasst zwei Huawei-Wechselrichter für die Freiflächen PV sowie einen weiteren für den integrierten PV-Zaun, der als Teil der Umzäunung dient. Die Anlage erzeugt pro Jahr rund 106.000 kWh Strom und trägt damit erheblich zur regionalen Stromversorgung bei. Unterstützt wird die Anlage durch einen leistungsfähigen Speicher mit einer Kapazität von 200 kWh und einer Lade-/Entladeleistung von 100 kW. Diese Kombination ermöglicht es, überschüssige Energie zwischenzuspeichern und bedarfsorientiert wieder freizugeben.

## Wasserkraftwerke

### Hart
| Jahresarbeit         | 15 Mio. kWh                        |
| Kraftwerkstype       | Laufkraftwerk                      |
| Fluss                | Ager                               |
| Inbetriebnahme       | 1924                               |
| Ausbau               | 1976/2005                          |
| Turbinentype         | 1 Francisturbine, 2 Kaplanturbinen |
| Ausbauwassermenge    | 42 m³/s                            |
| Ausbaufallhöhe       | 7 m                                |
| Nennleistung (Summe) | 2,9 MW                             |
| Lage                 | Standort                           |

Das bestehende Gewässerkontinuum ist am Standort Hart durch die seit 1924 in Betrieb genommene Wehranlage unterbrochen. Im Juli 2010 erfolgte der Spatenstich für die Anpassung der Wehranlage an die EU-Wasserrahmenrichtlinie 2000/60/EG. Ein weiterer Schritt wurde aufgrund der Vorgaben durch die Richtlinie Erneuerbarer Energie 2009/28/EG mit dem Einbau einer Restwasserturbine zur Nutzung der erhöhten Dotierung der Ager gesetzt. Die Einsparung von 30 bis 40 Prozent Wasserdurchfluss, der wesentliche Vorteil des enature FISHPASSes für den Kraftwerksbetreiber, wird direkt durch die Restwasserturbine in Energie umgewandelt.
Eckdaten der Fischaufstiegshilfe:
| Leitfisch, größenbestimmend           | Huchen, Körperlänge 100 cm |
| Dotationsmenge                        | ca. 360 l/s                |
| Vergleich zu Vertical Slot            | 550 l/s                    |
| Wasserersparnis in %                  | ca. 35 %                   |
| Beckenabmessung L × B × H             | 300 × 217,50 × 160         |
| Schlitzbreite                         | 35 cm                      |
| Höhe bei Niedrigwasser (Dotierwasser) | 2,75 m                     |
| dH je Slot                            | 15 cm                      |
| Anzahl der Becken                     | 18 Becken, 1 Ruhepool      |
| Dissipation                           | Emax = 80 W/m³             |

### Deutenham
Das Kraftwerk wurde von KWG selbst errichtet.
| Jahresarbeit         | 16 Mio. kWh           |
| Kraftwerkstype       | Laufkraftwerk         |
| Fluss                | Ager                  |
| Inbetriebnahme       | 1987                  |
| Ausbau               | 1986/2001             |
| Turbinentype         | 2 Kaplan-Rohrturbinen |
| Ausbauwassermenge    | 35 m³/s               |
| Ausbaufallhöhe       | 9 m                   |
| Nennleistung (Summe) | 2,5 MW                |

### Wankham I
Ursprünglich ein Wasserrad zum Antrieb eines Mühlsteins und eines Sägewerkes, wurde zu einem Kraftwerk umgerüstet.
| Jahresarbeit         | 0,2 Mio. kWh     |
| Kraftwerkstype       | Laufkraftwerk    |
| Fluss                | Ager             |
| Inbetriebnahme       | 1923             |
| Ausbau               | 1952/1994        |
| Turbinentype         | 1 Francisturbine |
| Ausbauwassermenge    | 2,5 m³/s         |
| Ausbaufallhöhe       | 2 m              |
| Nennleistung (Summe) | 30 kW            |

### Wankham II
Ein Elektrizitätswerk, das als Kraftwerk restauriert wurde.
| Jahresarbeit         | 0,4 Mio. kWh     |
| Kraftwerkstype       | Laufkraftwerk    |
| Fluss                | Ager             |
| Inbetriebnahme       | 1928             |
| Ausbau               | 1994             |
| Turbinentype         | 1 Francisturbine |
| Ausbauwassermenge    | 3,5 m³/s         |
| Ausbaufallhöhe       | 2 m              |
| Nennleistung (Summe) | 50 kW            |

### Mühlwang
Das Kraftwerk liegt an einer Ausleitung der Ager (Buchleitenwehr) und wurde 1993 gekauft und in das KWG-Netz eingebunden.
| Jahresarbeit         | 2 Mio. kWh                        |
| Kraftwerkstype       | Laufkraftwerk                     |
| Fluss                | Ager                              |
| Inbetriebnahme       | 1956                              |
| Ausbau               | 1976/2001                         |
| Turbinentype         | 1 Francisturbine, 1 Kaplanturbine |
| Ausbauwassermenge    | 14 m³/s                           |
| Ausbaufallhöhe       | 2,2 m                             |
| Nennleistung (Summe) | 300 kW                            |

### Kaufing
Das Kraftwerk liegt an einer Ausleitung der Ager (Buchleitenwehr) und wurde 2001 gekauft und in das KWG-Netz eingebunden.
| Jahresarbeit         | 5 Mio. kWh                |
| Kraftwerkstype       | Laufkraftwerk             |
| Fluss                | Ager                      |
| Inbetriebnahme       | 1954                      |
| Ausbau               | 1976                      |
| Turbinentype         | 3 Francis-Schachtturbinen |
| Ausbauwassermenge    | 14 m³/s                   |
| Ausbaufallhöhe       | 6,5 m                     |
| Nennleistung (Summe) | 650 kW                    |

### Timelkam
Das Wasserkraftwerk Timelkam wurde 2017 erworben.
| Jahresarbeit         | 3,1 Mio. kWh    |
| Kraftwerkstype       | Laufkraftwerk   |
| Fluss                | Ager            |
| Inbetriebnahme       | 2016            |
| Turbinentype         | 1 Kaplanturbine |
| Ausbauwassermenge    | 23 m³/s         |
| Ausbaufallhöhe       | 3,1 m           |
| Nennleistung (Summe) | 585 kW          |

### Buchleiten/Desselbrunn
Die Restwasserschnecke an der Buchleitenwehr wurde 2024 errichtet und in Betrieb genommen.
| Jahresarbeit         | 750 MWh               |
| Kraftwerkstype       | Restwasserkraftwerk   |
| Fluss                | Ager                  |
| Inbetriebnahme       | 2024                  |
| Turbinentype         | 1 Wasserkraftschnecke |
| Ausbauwassermenge    | 4 m³                  |
| Ausbaufallhöhe       | 3,85 m                |
| Nennleistung (Summe) | 110 kW                |

## Photovoltaikanlagen

### KWG Sonnenkraftwerke auf Dächern
Seit 2019 unsere erste Photovoltaikanlage am Dach des Wasserkraftwerks Hart in Betrieb gegangen ist, haben wir unseren Photovoltaik-Park laufend erweitert und viele Photovoltaikanlagen errichtet. Hier finden Sie die Gesamtleistung der Photovoltaikanlagen.
| Jahresarbeit               | 4,1 Mio. kWh    |
| Kraftwerkstype             | Sonnenkraftwerk |
| Anzahl dezentrale Erzeuger | 40              |
| Summe Generatorleistung    | 4,08 MWp        |
| Summe Engpassleistung      | 3,5 MVA         |
| Wechselrichter             | 106             |